# Provincia de Panevėžys
La provincia de Panevėžys es una de las diez provincias en que se divide Lituania. Cubre un área de 7.881 km² y albergaba una población de 300.300 personas en 2001. La capital es Panevėžys la cual posee 129.014 habitantes.

## Municipios
La provincia de Panevėžys está dividida en seis municipios, de los cuales cinco son distritos municipios (DM) y uno es ciudad municipio (CM).
- Biržai (DM) (capital: Biržai)
- Kupiškis (DM) (capital: Kupiškis)
- Panevėžys (CM)
- Panevėžys (DM) (sede administrativa: Panevėžys)
- Pasvalys (DM) (capital: Pasvalys)
- Rokiškis (DM) (capital: Rokiškis)